# Kapłaństwo Melchizedeka
Kapłaństwo Melchizedeka – jeden z dwóch rodzajów kapłaństwa, obecny w ruchu świętych w dniach ostatnich. Jest to drugi wyższy stopień kapłaństwa, wyprzedzający rangą Kapłaństwo Aarona.

## Historia Kapłaństwa
Według wierzeń mormońskich wyższe stopniem kapłaństwo „zawiera klucze do wszystkich błogosławieństw” oraz zostało ukazane samemu Adamowi. Wówczas, było określane mianem świętego kapłaństwa. Jego otrzymanie wg teologii mormońskiej było możliwe na przestrzeni różnych dyspensacji czasowych. Po pogwałceniu Boskiego nakazu nadanego w ogrodzie Eden, Bóg zabrał pierwszym ludziom kapłaństwo i prawo Melchizedeka i dał w zamian ludziom, niższe kapłaństwo Aarona  wraz z prawem mojżeszowym. Z pojawieniem się na Ziemi Jezusa Bóg, przywrócił żydowskim uczniom Chrystusa owo Kapłaństwo Melchizedeka aby Ci mogli na nim budować Kościół. Jednak w wyniku dalszych odstępstw w kościele pierwotnym, Bóg znowu pozbawił ludzi wyższego rodzaju kapłaństwa, aż do czasu nawrócenia Josepha Smitha. Współcześnie pierwsze nadanie Kapłaństwa Melchizedeka miało miejsce przez błogosławieństwo Josepha Smitha i Olivera Cowdery'ego, którzy otrzymali klucze do tego rodzaju kapłaństwa od Mojżesza i Eliasza.

## Rodzaje urzędów kapłańskich
Urzędami kapłaństwa Melchizedeka są:
- Starszy wyższy kapłan,
- Patriarcha,
- Apostoł.

Prezydent Kościoła Jezusa Chrystusa Świętych w Dniach Ostatnich jest uważany za prezydenta wyższego kapłaństwa i posiada klucze do wszelkiego kapłaństwa na Ziemi. Ponadto Jezus Chrystus jest według teologii mormońskiej wiecznym kapłanem Melchizedeka.

## Kapłaństwo Melchizedeka w świetle innych wyznań
Teolodzy różnych wyznań nie uznają istnienia takowego kapłaństwa i z analizy doktryny mormońskiej oraz pisma świętego uznają je za wyraz swoistej interpretacji namaszczenia duchem świętym w dniu pięćdziesiątnicy.